# Eisenmayer Tibor
Eisenmayer Tibor (Budapest, 1943. június 13. – Budapest, 1993. április 25.) magyar festő, grafikus.

## Életpályája
1962–1966 között a Magyar Képzőművészeti Főiskola hallgatója volt, Bernáth Aurél tanítványaként. 1966-tól kiállító művész volt.
Konstruktivista felfogású, nagy színfoltokból kialakított festészete indulatos-tragikus hangon szólt korosztálya élményeiről, társadalmi nehézségeiről.
Sírja a Farkasréti temetőben található (56-1-27.).

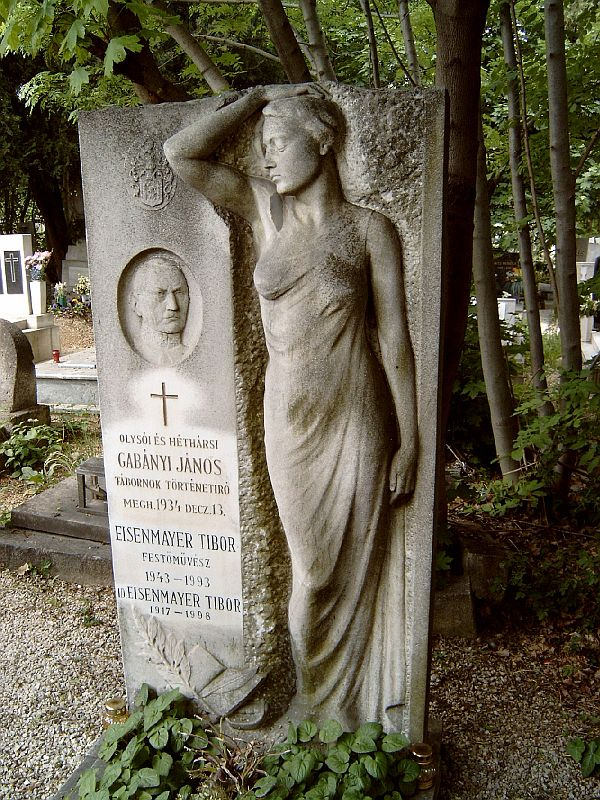
Eisenmayer Tibor és Gabányi János sírja Budapesten. Farkasréti temető: 56-1-27.

## Kiállításai

### Egyéni
- 1966 • Budapesti Műszaki Egyetem Róbert Károly körúti kollégium
- 1968 • Budapesti Műszaki Egyetem Szentháromság téri kollégium
- 1973 • Stúdió Galéria, Budapest
- 1976 • Lila Iskola
- 1978 • Stúdió Galéria, Budapest
- 1986 • Arcok, ablakok, Duna Galéria, Budapest • Dorottya u. Galéria, Budapest
- 1989 • Töredékek egy városból, Óbudai Pincegaléria, Budapest
- 1991 • Liget Galéria, Budapest
- 1992 • Töredékek egy városból II., Vigadó Galéria, Budapest, (kat.).

### Válogatott csoportos
- 1967-től • Stúdió kiállítás, Ernst Múzeum, Budapest
- 1968 • Stúdió ’58-68, Műcsarnok, Budapest
- 1977 • Festészet ’77, Műcsarnok, Budapest
- 1984 • Országos Képzőművészeti kiállítás ’84, Műcsarnok, Budapest
- 1989 • Téli Tárlat, Magyar Képzőművészek és Iparművészek Szövetsége, Műcsarnok, Budapest
- 1991 • Budapesti Art Expo, Budapest, Kőbánya • XVI. Országos Grafikai Biennálé, Miskolci Galéria, Miskolc

## Díjai
- Stúdió-díj (1969, 1974)
- Derkovits Gyula képzőművészeti ösztöndíj (1971-1973)